# Mihail Guboglo
Mihail Guboglo (în rusă Михаил Губогло; n. 25 octombrie 1938, Tiraspol, Moldova – d. 23 noiembrie 2019, Sankt Petersburg, Rusia) a fost un sociolog rus de etnie găgăuză, specialist în etnosociologie și etnopolitologie, care a fost ales ca membru de onoare al Academiei de Științe a Moldovei. (?) 
1. ↑  Autoritatea BnF, accesat în 25 martie 2017
2. ↑  Autoritatea BnF, accesat în 10 octombrie 2015